# André Vásáry
 (janvier 2014).
Pour les articles homonymes, voir Vasary.
Dans le nom hongrois Vásáry André, le nom de famille précède le prénom, mais cet article utilise l’ordre habituel en français André Vásáry, où le prénom précède le nom.
André Vásáry est un chanteur hongrois, né le 17 juillet 1982 à Debrecen (Hongrie), révélé au public en 2009, par une émission de la télévision Hongroise dénommée Csillag Születik où il interpréta « il était une fois dans l'Ouest » d'Ennio Morricone.

## Un style «croisement»
Sopraniste André Vásáry mélange les styles vocaux en pouvant passer du pop au lyrique dans une seule et même chanson.
Il interprète des styles musicaux très variés, l'opéra étant sa prédilection, ainsi que la musique classique, mais également la musique religieuse, le pop, la variété et même (ce qui est méconnu) chante parfois en français.

## Biographie
André Vásáry est devenu, en quelques années, un artiste International, bien qu'encore peu connu en France, à l'exception des initiés qui suivent les émissions mettant en scène de nouveaux talents se produisant devant un jury de professionnels.
Il semblerait que le chanteur ait été poussé, dès l'adolescence dans cette voie, par une amie pour laquelle il avait chanté, par amusement, l'air de « La Reine de la Nuit ». L’enregistrement aurait été transmis à un expert de l'art lyrique qui aurait alors encouragé le jeune homme à s'entraîner[réf. nécessaire].
Après avoir suivi des études à Boston et en Hongrie, il aurait travaillé pour une compagnie aérienne[réf. nécessaire] avant d'embrasser la carrière artistique qu'on lui connaît aujourd'hui et qui dépasse, désormais, les frontières hongroises et lui ont permis de remporter trois disques d'Or et de platine et même de se produire jusqu'au Vatican.
André Vasary souhaitait démocratiser l'Opéra[réf. nécessaire], il semble, sur ce point y avoir réussi[réf. nécessaire]. Très sensible aux problèmes sociaux[réf. nécessaire], il donne, régulièrement, des spectacles en faveur des organismes de charité, notamment en direction des enfants handicapés et des victimes de catastrophes naturelles. Sa popularité, consacrée en 2009 dans une émission télévisée, résulte d'un travail acharné depuis son adolescence, d'abord en cachette de sa famille puis avec son appui et son soutien.
C'est en 2004 que la vie de l'artiste subira un tournant. Après ses études à Boston, André Vasary remporte un concours d'opéra à Miskolc.
Il s'est également produit à Paris, Vienne et diverses autres villes d'Europe, a participé à l'Adoro Tournée en Allemagne, aux concerts Farinelli et au festival baroque de Budapest (chants Carissimi).
Il est remarqué par Ricardo Muti et invité au Staatsoper de Vienne.
En novembre 2008, il fait partie des finalistes au Concours International de Musique sacrée à Rome  où des millions de téléspectateurs[réf. nécessaire] ont pu profiter de sa prestation par le biais de la télévision Vaticane.
En 2009 il obtient le second prix au concours Csillag Születik (hu) adaptation en Hongrie de l'émission britannique Britain's Got Talent.
Depuis, son succès ne se dément pas[réf. nécessaire] et gagne Internet où l'on constate l'intégration de l'artiste dans de nombreux blogs et plus seulement en Europe de l'Est.
En Hongrie - mais également dans les régions slovaques et roumaines de langue hongroise - sa popularité est issue non seulement des concerts qu'il donne, mais également de son travail d'acteur puisqu'il avait pris l'habitude de jouer au « Pesti théâtre » de Budapest, avant de commencer une saison au Théâtre national hongrois dans l'Intrigue de Schiller où un rôle sur mesure lui fut attribué, la prose ayant été transformée en chansons.
En 2016, il participe à l'émission de télévision hongroise A Dal, dans le but de représenter la Hongrie au Concours Eurovision de la chanson 2016,) Stockholm, en Suède.

## Carrière, galas, concerts (extraits)
(liste non exhaustive dans l'ordre ante-chronologique)
Quelques concerts en Hongrie:
- 2013.05.11 : Gala de charité au Théâtre Játékszín
- 2013.05.03 : Concert dans le cadre du 8e colloque européen contre le cancer du Rein (Budapest) accompagné par le pianiste Jozsef Balogh
- 2013.04.28 : Concert de crossover à Budapest
- 2013.04.27 : Concert de musique religieuse à Cegléd
- 2013.03.27 : Concert au Palais des Arts (Budapest) dans le cadre du festival des musiques de films[6]
- 2013.02.09 : Concert de musiques d'Opéra (écrites pour soprano)à Budapest (Rózsavölgyi Salon)
- 2012.12.28 : Concert en l'église Saint Anna (Budapest), invité par l'Orchestre de chambre Hungerian Virtuosi
- 2012.12.27 : Concert à Budapest avec le Hungerian Virtuosi Chambre Orchestra
- 2012.12.26 : Concert au Palais des congrès de Budapest, avec Tamas Vasary, et l'orchestre symphonique de Szombathely (déroulement sur trois jours, les 24, 25 et 26 décembre 2012)
- 2012.12.20 : Concert de Noël (solo) à l'Opéra Kolozsvarian de Cluj-Napoca
- 2012.12.18 : Sortie du 4e Album enregistré par la Convention de Budapest (cf. discographie)

Manifestations spécifiques nationales ou internationales (extraits) :
- Italie : finaliste au Concours international de chants religieux (Rome)
- Allemagne : tournée de l'Adoro (chanteurs d'Opéra) à Berlin, Nuremberg, Stuttgart, Hambourg, Munich
- Budapest : concert de Nôel au Centre des Congrès (les bénéfices de la manifestation ont été versés, en intégralité, à la fondation pour la clinique des enfants)

Manifestations françaises 2013 (extraits) :
- 2013.11.28 : concert classique de l'orchestre de chambre de Budapest "Les Virtuoses Hongrois" en l'église Saint-André-de-Vienne[7] - 38200 VIENNE[8]
- 2013.11.27 : Lyon Temple du change[9] avec l'orchestre de chambre de Hongrie[10]

## Discographie
- 2006 - Disque d'Or - « A Mesterdalnok » : 10 titres enregistrés chez EMI[11] (classement Hit parade[Quand ?] Mahasz : 21)
- 2010 - Disque d'Or - « André Vasary »11 titres enregistrés chez Universal Music (date de sortie 12 mars 2010, référence : UPC: 00602527358512)[12] (classement Mahasz : 4[Quand ?])
- 2010 - Disque de platine - « Ünnep » (fêtes) enregistré par la convention de Budapest de musique classique Avec Universal Music (classement Mahasz : 2[Quand ?]).
- 2012 - « Koncert » (Concert) enregistré par la convention de Budapest de musique classique, avec Universal Music. L'album propose un concert accompagné par l'orchestre hongrois Virtuasi Chamber Orchestra, dirigé par Miklós Szenthelyi Kossuth (hu), avec Faludy de Judit au violoncelle.